# Unterseeboot 1063
L'Unterseeboot 1063 ou U-1063 est un sous-marin allemand (U-Boot) de type VIIC/41 utilisé par la Kriegsmarine pendant la Seconde Guerre mondiale.
Le sous-marin est commandé le 14 octobre 1941 à Hambourg (Blohm + Voss), sa quille posée le 17 août 1943, il est lancé le 8 juin 1944 et mis en service le 8 juillet 1944, sous le commandement du Kapitänleutnant Karl-Heinz Stephan.
L'U-1063 n'endommage ni ne coule aucun navire au cours de l'unique patrouille (42 jours en mer) qu'il effectue.
Il est coulé par la Royal Navy dans la Manche, en avril 1945.

## Conception
Unterseeboot type VII, l'U-1063 avait un déplacement de 759 tonnes en surface et 860 tonnes en plongée. Il avait une longueur hors-tout de 67,20 m, un maître-bau de 6,20 m, une hauteur de 9,60 m et un tirant d'eau de 4,74 m. Le sous-marin était propulsé par deux hélices de 1,23 m, deux moteurs diesel Germaniawerft F46 de 6 cylindres en ligne de 1 400 cv à 470 tr/min, produisant un total de 2 060 à 2 350 kW en surface et de deux moteurs électriques Allgemeine Elektricitäts-Gesellschaft GU 460/8–27 de 750 cv à 295 tr/min, produisant un total 550 kW, en plongée. Le sous-marin avait une vitesse en surface de 17,7 nœuds (32,8 km/h) et une vitesse de 7,6 nœuds (14,1 km/h) en plongée. Immergé, il avait un rayon d'action de 80 milles marins (150 km) à 4 nœuds (7,4 km/h; 4,6 milles par heure) et pouvait atteindre une profondeur de 230 m. En surface son rayon d'action était de 8 500 milles nautiques (soit 15 700 km) à 10 nœuds (19 km/h).
L'U-1063 était équipé de cinq tubes lance-torpilles de 53,3 cm (quatre montés à l'avant et un à l'arrière) et embarquait quatorze torpilles. Il était équipé d'un canon de 8,8 cm SK C/35 (220 coups), d'un canon antiaérien de 20 mm Flak C30 en affût antiaérien et d'un canon 37 mm Flak M/42 qui tire à 15 350 mètres avec une cadence théorique de 50 coups par minute. Il pouvait transporter 26 mines TMA ou 39 mines TMB. Son équipage comprenait 4 officiers et 40 à 56 sous-mariniers.

## Historique
Il passe son temps d'entraînement initial à la 5. Unterseebootsflottille jusqu'au 28 février 1945, puis rejoint son unité de combat dans la 11. Unterseebootsflottille.
L'U-1063 est équipé d'un Schnorchel vers le début 1945.
Sa seule patrouille est précédée d'un court passage de Kiel à Horten. Elle commence le 11 mars 1945 au départ d'Horten, pour les côtes britanniques. Le 15 avril 1945, l'U-1063 est attaqué et coulé dans la Manche à l'ouest de Land's End, par des charges de profondeur de la frégate britannique HMS Loch Killin (K391) (en).
Vingt-neuf des 46 membres d'équipage meurent dans cette attaque.
L'épave gît par 58 mètres de profondeur à la position géographique 50° 08′ 54″ N, 3° 53′ 24″ O.

## Affectations
- 5. Unterseebootsflottille du 8 juillet 1944 au 28 février 1945 (Période de formation).
- 11. Unterseebootsflottille du 1er mars 1945 au 15 avril 1945 (Unité combattante).

## Commandement
- Kapitänleutnant Karl-Heinz Stephan du 8 juillet 1944 au 15 avril 1945.

## Patrouille(s)
|       | Commandant                | Départ       | Départ | Arrivée       | Arrivée | Jours    | Succès |
| ----- | ------------------------- | ------------ | ------ | ------------- | ------- | -------- | ------ |
|       | Kptlt. Karl-Heinz Stephan | 4 mars 1945  | Kiel   | 9 mars 1945   | Horten  | 6 jours  |        |
| 1     | Kptlt. Karl-Heinz Stephan | 11 mars 1945 | Horten | 15 avril 1945 | Coulé   | 36 jours |        |
| Total | Total                     | Total        | Total  | Total         | Total   | 42 jours | 0 t    |

Note : Kptlt. = Kapitänleutnant